# 新福镇
新福镇，是中华人民共和国广西壮族自治区南宁市横州市下辖的一个乡镇级行政单位。

## 行政区划
新福镇下辖以下地区：
新福社区、关塘社区、三阳村、塔竹村、彭岭村、那河村、榃湴村、潘村、平恩村、白沙村、那恩村、独村、新妙村、北联村、团富村、丕地村、平塘村和瓦灶村。